# Корикова (деревня)
Корикова — деревня в Тобольском районе Тюменской области России. Входит в состав Овсянниковского сельского поселения.
Основателем деревни был переселенец Корюков Степан в период с 1623 по 1698 год.

## География
Находится примерно в 24 км к северо-западу от Тобольска. Автобусное сообщение. Рядом протекает река Иртыш.

## Население
| 2010 |
| ---- |
| 62   |